# 岡谷公二
岡谷 公二（おかや こうじ、1929年4月9日 - ）は、日本のフランス文学・美術研究者、翻訳家。
跡見学園女子大学名誉教授。

## 経歴
東京生まれ。岡谷鋼機創業者一族の出。父の岡谷順之助は岡谷商店副社長で岡谷鋼機取締役。外祖父の高松定一は堀川貯蓄銀行取締役。
慶應義塾幼稚舎、慶應義塾普通部を卒業。
父親の指示で慶應義塾予科医学部に進学するが、医学を放棄して東京大学文学部に進学する。1952年東京大学文学部美学美術史学科卒業。大学時代は『第15次新思潮』に参加。
その後ゴーギャン、アンリ・ルソーなど、熱帯に魅せられた画家たちの翻訳、研究を著し、柳田國男の青春期を研究し、友人であった田山花袋の初期作品が、ほぼ柳田自身の悲恋をモデルとしていることをつきとめた。
1964年杉野学園女子大学助教授、1965年跡見学園女子大学助教授、1970年に同教授、定年退任後は名誉教授。
2009年『南海漂蕩』で第21回和辻哲郎文化賞受賞。

## 著書
- 『柳田国男の青春』（筑摩書房） 1977、筑摩叢書（改訂版） 1991
- 『島の精神誌』（思索社） 1981
- 『アンリ・ルソー 楽園の謎』（新潮選書） 1983、中公文庫 1993、平凡社ライブラリー 2006
- 『島 水平線に棲む幻たち』（白水社） 1984
- 『貴族院書記官長 柳田国男』（筑摩書房） 1985
- 『神の森 森の神』（東京書籍、東書選書） 1987
- 『南海漂泊 土方久功伝』（河出書房新社） 1990
- 『郵便配達夫シュヴァルの理想宮』（作品社） 1992、河出文庫 2001、改訂版・河出書房新社 2019
- 『殺された詩人 柳田国男の恋と学問』（新潮社） 1996
  - 『柳田國男の恋』（平凡社） 2012 - 増訂版
- 『レーモン・ルーセルの謎 彼はいかにして或る種の本を書いたか』（国書刊行会） 1998
- 『南の精神誌』（新潮社） 2000
  - 『島 / 南の精神誌』（人文書院） 2016 - 増補版（島の精神誌・神の森－ほか）
- 『ピエル・ロティの館 エグゾティスムという病い』（作品社、叢書メラヴィリア） 2000
- 『絵画のなかの熱帯 ドラクロワからゴーギャンへ』（平凡社） 2005
- 『南海漂蕩 ミクロネシアに魅せられた土方久功・杉浦佐助・中島敦』（冨山房インターナショナル） 2007
- 『原始の神社をもとめて 日本・琉球・済州島』（平凡社新書） 2009
- 『神社の起源と古代朝鮮』（平凡社新書） 2013
- 『伊勢と出雲』（平凡社新書） 2016
- 『沖縄の聖地 御嶽 神社の起源を問う』（平凡社新書） 2019

### 共編著ほか
- 『独身者の箱』（編、筑摩書房、澁澤龍彦文学館9） 1990
- 『「青」の民俗学　谷川健一の世界』（山下欣一共編、三一書房） 1997
- 『柳田国男 さゝやかなる昔〈抄〉 / 故郷七十年〈抄〉』（編、日本図書センター、作家の自伝61：シリーズ人間図書館） 1998
- 『創作集 騎士来訪』（私家版） 2000
- 『回想集 夢の顔』（私家版） 2000
- 『シュヴァル 夢の宮殿をたてた郵便配達夫』（山根秀信絵、福音館書店、たくさんのふしぎ傑作集） 2016

## 翻訳
- 『タヒチからの手紙』（ポール・ゴーガン、昭森社） 1962
- 『古代イランの美術 1・2』（ロマン・ギルシュマン、新潮社、人類の美術） 1966
- 『黒人アフリカの美術』（ミッシェル・レーリス、ジャックリーヌ・ドランジュ、新潮社、人類の美術） 1968
- 『ギリシア・アルカイク美術』（ジャン・シャルボノー、ロラン・マルタン、フランソワ・ヴィラール、新潮社、人類の美術） 1970
- 『暴力の義務』（ヤンボ・ウオロゲム、新潮社） 1970
- 『エルサレムの乞食』（エリー・ヴィーゼル、新潮社） 1974
- 『石が書く』（ロジェ・カイヨワ、新潮社） 1975
- 『ギリシア・ヘレニスティク美術』（ジャン・シャルボノー、ロラン・マルタン、フランソワ・ヴィラール、新潮社、人類の美術） 1975
- 『シュルレアリストたち』（フィリップ・オードワン、笹本孝共訳、白水社） 1977
- 『アフリカの印象』（レーモン・ルーセル、白水社） 1980、新版 2001、平凡社ライブラリー 2007
- 『オヴィリ 一野蛮人の記録』（ポール・ゴーギャン、みすず書房） 1980
- 『ロクス・ソルス』（レーモン・ルーセル、ペヨトル工房） 1988、平凡社ライブラリー 2004
- 『グリューネヴァルト イーゼンハイムの祭壇画』（クリスチャン・エック、新潮社） 1993
- 『ユイスマンス伝』（ロバート・バルディック、学習研究社） 1996

### ミシェル・レリス
- 『幻のアフリカ 1』（ミシェル・レリス、田中淳一, 高橋達明共訳、イザラ書房） 1971
  - 完訳版『幻のアフリカ』（河出書房新社） 1995、平凡社ライブラリー 2010
- 『日常生活の中の聖なるもの』（ミシェル・レリス、思潮社、ミシェル・レリスの作品4） 1972
- 『レーモン・ルーセル 無垢な人』（ミシェル・レリス、ペヨトル工房） 1991
- 『ゲームの規則』（ミシェル・レリス、筑摩書房） 1995
- 『ピカソ、ジャコメッティ、ベイコン』（ミシェル・レリス、人文書院） 1999
- 『デュシャン、ミロ、マッソン・ラム』（ミシェル・レリス、人文書院） 2002
- 『抹消 ゲームの規則Ⅰ』（ミシェル・レリス、平凡社） 2017[3]
- 『軍装 ゲームの規則Ⅱ』（ミシェル・レリス、平凡社） 2017